# 黔中郡
黔中郡（けんちゅう-ぐん）は、中国にかつて存在した郡。戦国時代から漢初にかけて、現在の湖南省西部と貴州省東部にまたがる地域に設置された。また唐代の一時期にも黔中郡が置かれた。

## 古代の黔中郡
戦国の楚のとき、黔中郡が立てられた。紀元前277年、秦の白起が楚の巫郡と黔中郡を奪取した。
紀元前202年（高帝5年）、黔中郡は武陵郡と改称された。
近年、里耶秦簡の出土によって秦の洞庭郡の存在が明らかとなり、黔中郡の変遷や地理的範囲が改めて議論されるようになっている。

## 唐の黔中郡
742年（天宝元年）、唐により黔州が黔中郡と改称された。758年（乾元元年）、黔中郡は黔州都督府と改称された。